# Ahnfeltiales
Ordre
L'ordre des Ahnfeltiales est un ordre d'algue rouges de la sous-classe des Ahnfeltiophycidae, dans la classe des Florideophyceae.

## Liste des familles
Selon AlgaeBase (25 juil. 2012), Catalogue of Life (25 juil. 2012) et  World Register of Marine Species (25 juil. 2012) :
- famille des Ahnfeltiaceae Maggs & Pueschel

Selon NCBI (25 juil. 2012) :
- famille des Ahnfeltiaceae
  - genre Ahnfeltia